# Пирогов Борис Іванович
Бори́с Іва́нович Пирого́в (21 липня 1932) — український і російський геолог і петрограф, професор (1979), доктор геолого-мінералогічних наук (1978), почесний член Українського мінералогічного товариства (з 2001 року).

## Життєпис
У 1956 році закінчив Криворізький гірничорудний інститут, отримавши диплом «інженера-геолога», і залишився працювати асистентом кафедри мінералогії, кристалографії та петрографії.
З 1958 по 1965 роки працював на Південному гірничо-збагачувальному комбінаті старшим геологом-петрографом і заступником головного геолога підприємства. Одночасно вступив до заочної аспірантури при Інституті геологічних наук АН УРСР, яку закінчив у 1965 році і захистив кандидатську дисертацію.
З 1965 по 1970 роки — старший науковий співробітник мінералого-петрографічної лабораторії, а з 1966 року — керівник створеного ним відділу речовинного складу руд і концентратів інституту «Механобрчормет» Міністерства чорної металургії СРСР (м. Кривий Ріг).
З 1970 по 1997 роки — завідувач кафедри мінералогії, кристалографії і родовищ корисних копалин Криворізького гірничорудного інституту.
У 1997 році переїздить до Москви (Росія), де обіймає посаду професора кафедри мінералогії і геохімії Московського державного геолого-розвідувального університету. Нині — головний науковий співробітник Всеросійського науково-дослідницького інституту мінеральної сировини імені М. М. Федоровського.

## Нагороди і почесні звання
- Медаль «В ознаменування 100-річчя з дня народження Володимира Ілліча Леніна» (1970).
- Медаль «Ветеран праці».
- Лауреат премії Ради Міністрів СРСР (1985).
- Заслужений працівник вищої школи Української РСР (01.08.1988).
- Медаль імені академіка Є. К. Лазаренка (2011).
- Грамота Президії ВР УРСР (1982).
- Почесний член Українського мінералогічного товариства (з 2001).
- Лауреат премії АН Вищої школи України імені Ярослава Мудрого (2004).
- Дійсний і почесний член Московського відділення Російського мінералогічного товариства.
- Нагрудні знаки «За відмінні успіхи в роботі» Міністерства вищих навчальних закладів СРСР, «За заслуги в стандартизації» Комітету стандартних мір і вимірювальних приладів при Раді міністрів СРСР.